# Google Developer Groups
Google Developer Groups (GDG) es una comunidad mundial interesada en aprender, utilizar y promover las múltiples tecnologías de aplicaciones que ofrece Google. Está centrada en los desarrolladores y en contenido de tipo técnico educativo. 
Los Google Developers Group reúnen a las siguientes áreas de desarrolladores y expertos en productos de Google: Mobile Developers: con el objetivo de construir, promover, ganar, medir y mejorar  aplicaciones móviles. 
Games Developers: construyen juegos para sitios web y móviles utilizando tecnologías de desarrolladas por Google. Web Developers: con la utilización de las tecnologías HTML5 y herramientas para desarrolladores de Chrome, con las que se construyen aplicaciones y páginas web. Cloud Developers: con el fin de construir, probar y desplegar aplicaciones en la infraestructura altamente escalable y confiable de Google. Developers centrados en Startups: Desarrollo de herramientas para las necesidades de la puesta en marcha e integración con Google de las Startups. Webmasters: Expertos en  prácticas de SEO y analítica para que el contenido mostrado en Google sea relevante.  
Asimismo, los GDG de Google, reúnen a programadores, usuarios y entusiastas que utilicen o deseen utilizar las distintas soluciones a problemas relacionados con el ámbito académico, comunitario, social y empresarial. Está dirigida por personas apasionadas en la comunidad de desarrolladores y es un lugar para aprender acerca de las plataformas para desarrolladores de Google (API). Los Google Developers Group realizan eventos mensuales bajo las temáticas señaladas. El acceso a estos eventos es gratuito y tienen la finalidad de compartir con todos los interesados en las nuevas tecnologías los contenidos y buenas prácticas establecidas por Google para su desarrollo.   
La comunidad nació con el nombre de Google Technology User Group (GTUG) para el desarrollo de plataformas como Android, App Engine, Google Chrome, YouTube API, Google Plus entre otras.